# Альфонс II (граф Тулузы)
Альфо́нс II Тулу́зский (фр. Alphonse de Toulouse, умер в 1175/1189 или позднее) — граф Тулузы, герцог Нарбонны и маркиз Прованса (16 августа 1148—1175/1189 или позднее), сын Альфонса I Иордана и Файдивы д’Юзес.

## Биография
После смерти Альфонса I Иордана его старший сын и брат Альфонса II Раймунд V унаследовал графство Тулуза и маркизат Прованс. Сразу после воцарения Раймунд V сделал брата своим соправителем. О правлении Альфонса, в отличие от Раймунда, почти ничего не известно. В 1171 году Роже II Транкавель, виконт Безье, Альби и Каркассона, присягнул на верность Альфонсу II. Последний упоминается как граф Тулузы, маркиз Прованса и герцог Нарбонны. В 1175/1189 году Альфонс подтвердил дарственную Генриха II, короля Англии, Шартрскому собору. После этого года об Альфонсе не было никаких упоминаний. Вероятно, он умер раньше брата Раймунда, который скончался в 1194 году и, скорее всего, стал единоличным правителем Тулузы, так как Альфонс не оставил прямых наследников.